# Kyo (chanteur)
Pour les articles homonymes, voir Kyo.
Pour le chanteur de Dir en grey, voir Kyô (musicien).
Kyo (officiellement écrit en minuscules : kyo), né Hiroshi Isono (磯野宏, Isono Hiroshi, né le 4 février 1967 à Chiba, au Japon), est un chanteur de rock japonais, en solo et notamment avec le groupe D'erlanger.

## Biographie
Il débute dans les années 1980 au sein de divers groupes de Hard rock, avant de rejoindre le groupe D'erlanger en 1988 en tant que KYO. À sa séparation en 1990, il forme le groupe Die in Cries (en), qui se sépare en 1995. Il entame une carrière en solo en 1994 en tant que kyo, et sort de nombreux disques solo jusqu'en 2000, où il forme le groupe Bug (ja). Il reforme en parallèle le groupe D'erlanger en 2007, et il participe en 2012 au groupe temporaire Halloween Junky Orchestra de Hyde.

## Discographie en solo

### Singles
- 月と太陽
- 浪漫者（Romanticist）
- 月も笑ってる
- Sha-la-ra
- ROSES
- ANGEL at MY HEART
- LISTEN to ME
- BLUE
- 赤イハナガヒトツ咲イタ
- Junkydance
- LA Di DA
- Wonderful Days, Wonderful Life.
- TOMORROW
- SWEET
- 抱擁

### Albums
- 異邦人（ALIEN）
- Strip
- Sexbeat
- ZOO
- Happy?? Junky!!
- SUPER CREEPS
- LISTEN!!!（ベスト盤）

### Vidéos
- private ALIEN
- Sha-la-la
- Speak LOUD!!
- CLIPS
- CHRONICLES